# Henry Fielding
Henry Fielding (n. 22 aprilie 1707 – d. 8 octombrie 1754) a fost un romancier și dramaturg englez cunoscut și recunoscut pentru umorul său sănătos și puterea satirică a scrierilor sale din care se detașează marcant romanul Tom Jones (titlul original, The History of Tom Jones, a Foundling.
Născut lângă Glastonbury în Somerset în 1707, Fielding a fost educat la Eton. Sora sa mai mică, Sarah Fielding, a fost de asemenea o scriitoare de succes. După un episod romantic, care era să-l coste libertatea, Henry Fielding s-a stabilit în Londra unde a început cariera sa literară.

## Listă parțială de opere
- Love in Several Masques - piesă, 1728;
- Rape upon Rape - piesă, 1730. Adaptată recent de Bernard Miles ca Lock Up Your Daughters! în 1959, film în 1974;
- The Temple Beau - piesă, 1730;
- The Author's Farce - piesă, 1730;
- The Tragedy of Tragedies; or, The Life and Death of Tom Thumb (Tragedia tragediilor sau Viața și moartea lui Tom Degețel) - piesă, 1731;
- Grub-Street Opera - piesă, 1731;
- The Modern Husband - piesă, 1732;
- Pasquin - piesă, 1736;
- The Historical Register for the Year 1736 (Cronică a anului 1736) - piesă, 1737;
- An Apology for the Life of Mrs. Shamela Andrews - roman, 1741;
- The History of the Adventures of Joseph Andrews and his Friend, Mr. Abraham Adams (Istoria aventurilor lui Joseph Andrews și ale prietenului său, domnul Abraham Adams) - roman, 1742;
- The Life of Jonathan Wild the Great (Viața lui Jonathan Wild cel Mare) - roman, 1743, descriere ironică a faimosului (pe atunci) Jonathan Wild, unul dintre cei mai notorii indivizi ai lumii interlope a timpului;
- The History of Tom Jones, a Foundling (Tom Jones) - roman, 1749;
- A Journey from This World to the Next - roman, 1749;
- Amelia - roman, 1751;
- The Covent Garden Journal - jurnal, 1752;
- Journal of a Voyage to Lisbon (Jurnalul unei călători la Lisabona) - jurnal de călătorie, 1755;
- Tom Thumb N.D..